# Astronesthes illuminatus
Astronesthes illuminatus is een  straalvinnige vissensoort uit de familie van Stomiidae. De wetenschappelijke naam van de soort is voor het eerst geldig gepubliceerd in 1999 door Parin, Borodulina & Hulley.